# Palacio Municipal de Colonia
El Palacio Municipal de Colonia es la sede de la Intendencia de Colonia y de la Junta departamental del departamento de Colonia. 

## Construcción

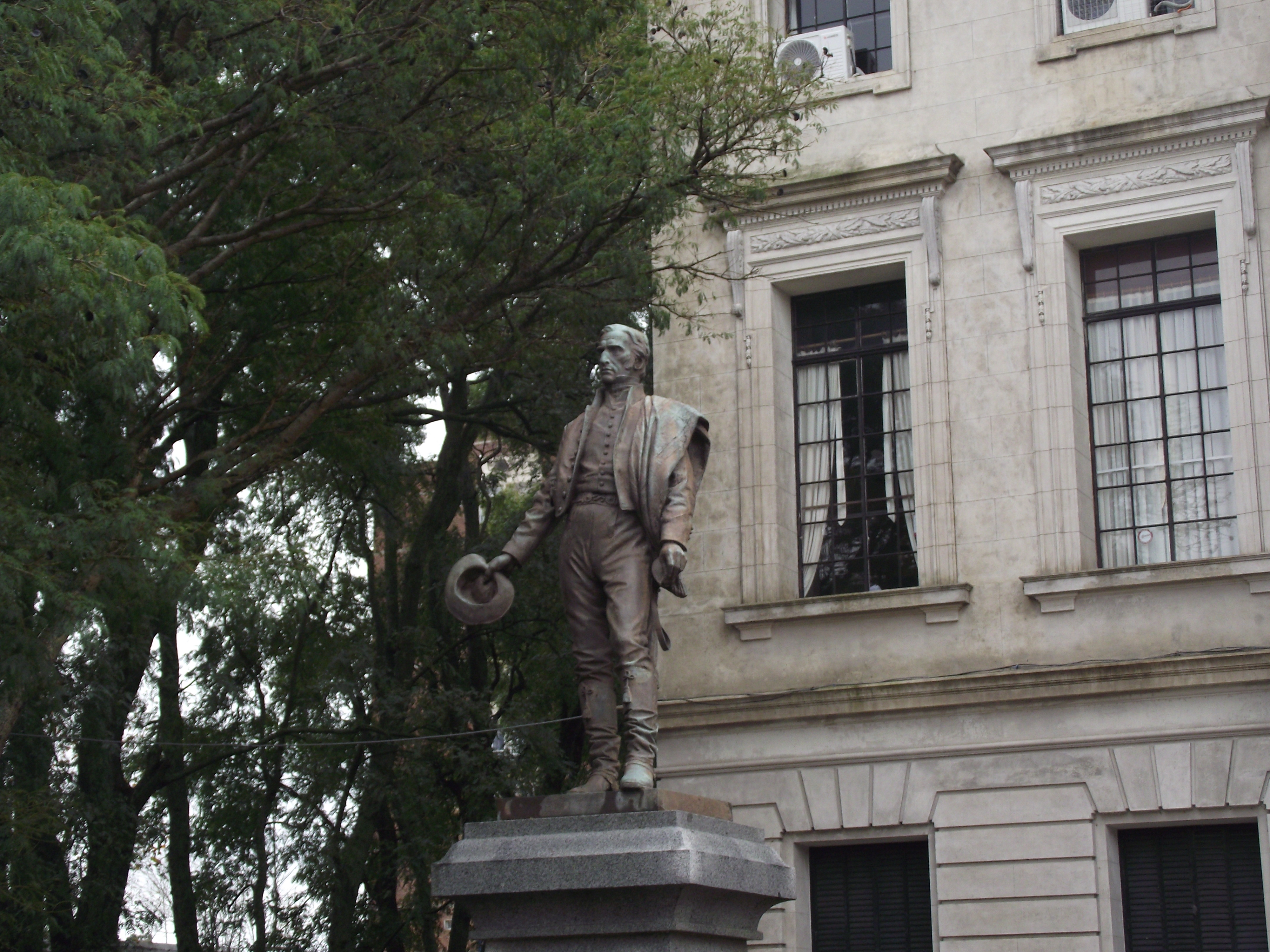
Monumento a Artigas

Debido a la carencia de un edificio que albergase al entonces gobierno departamental de Colonia en 1927 se plantea un proyecto para la construcción de un nuevo edificio el cual albergase a los principales órgano del departamento. En el mismo se ubicarian las oficinas de la intendencia municipal, órgano ejecutivo y de la Junta departamental, órgano legislativo del departamento. 
La construcción del edificio le fue encomendada al arquitecto  Diego Nin Noboa Courrás y la empresa Azzarini y Scuotegazza fue la encargada de llevar adelante las obras de construcción.
El edificio de estilo neo-clásico finalmente fue inaugurado en junio de 1933 durante la intendencia de Amadeo Soler. Gran parte del mobiliario del edificio perteneció a los presidentes de la República Máximo Santos y Feliciano Viera.

## Instalaciones del edificio principal

### Despacho del Intendente
Por el despacho del intendente han pasado todos los intendentes departamentales desde 1933 hasta la fecha. Incluso los Consejeros departamentales supieron reunirse y utilizar el mismo durante la disolución del cargo de intendente.

## Instalaciones del ala parlamentario

### Sala de sesiones
La sala de sesiones es el hemiciclo donde suele reunirse el parlamento departamental. La misma consta de  16 bancas dobles, un palco de honor y el sector donde se ubica la presidencia del órgano.

### Salón rojo
Es el salón donde suelen reunirse los ediles que conforman la bancada mayoritaria.

### Sala Liber Seregni
Es el salón utilizado por los ediles de la bancada minoritaria. 

### Sala Baltasar Brum
Es la sala donde se reúnen los ediles de la primera minoría. Y donde se ubica la biblioteca parlamentaria. 

### Sala Wilson Ferreira
Es la sala donde suelen reunirse todas las bancadas que componen el cuerpo de ediles de Colonia. 